# Place Pavlivska
La place Pavlivska (en ukrainien : Майдан Архітекторів) est une infrastructure de Kharkiv en Ukraine.

## Historique
C'est une place qui porte le nome de Saveliy Pavlov, qui avait une boutique de bombons et de pains d'épice sur al place. Elle a aussi porté le nom de Rosa Luxemburg à partir de 1919.

## Desserte
Les stations de métro les plus proches sont Place de la Constitution, Musée historique.

## Bâtiments remarquables et lieux de mémoire

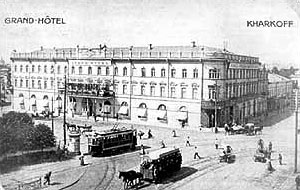
Avant 1917, le Grand hôtel.
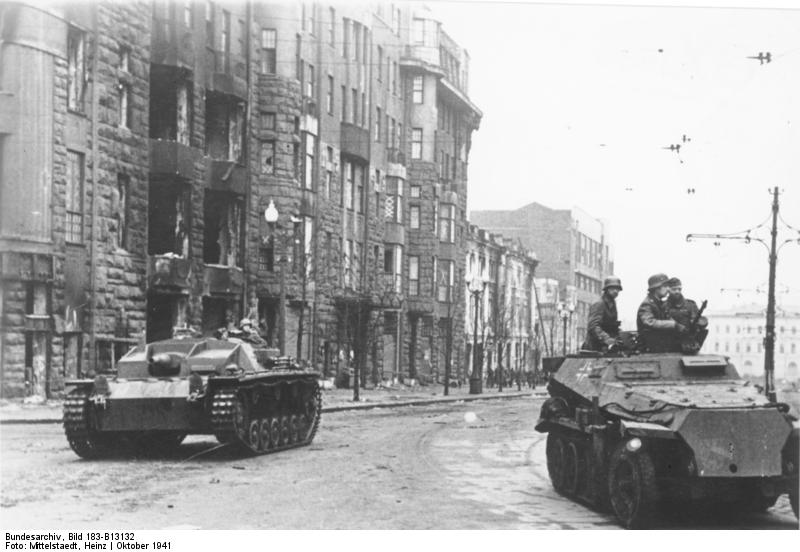
En 1941, l'armée allemande.
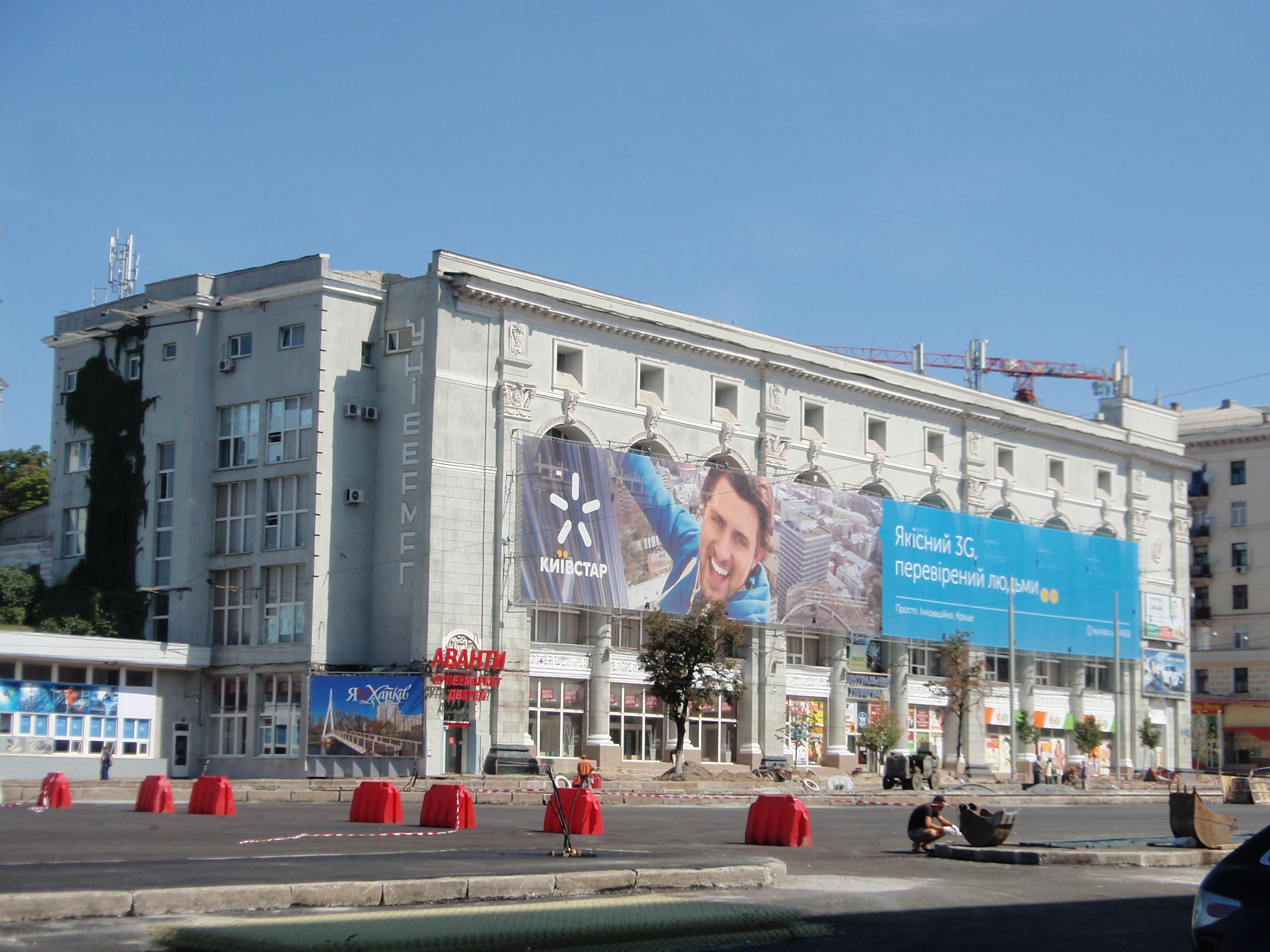
N°1-3 classé[1].
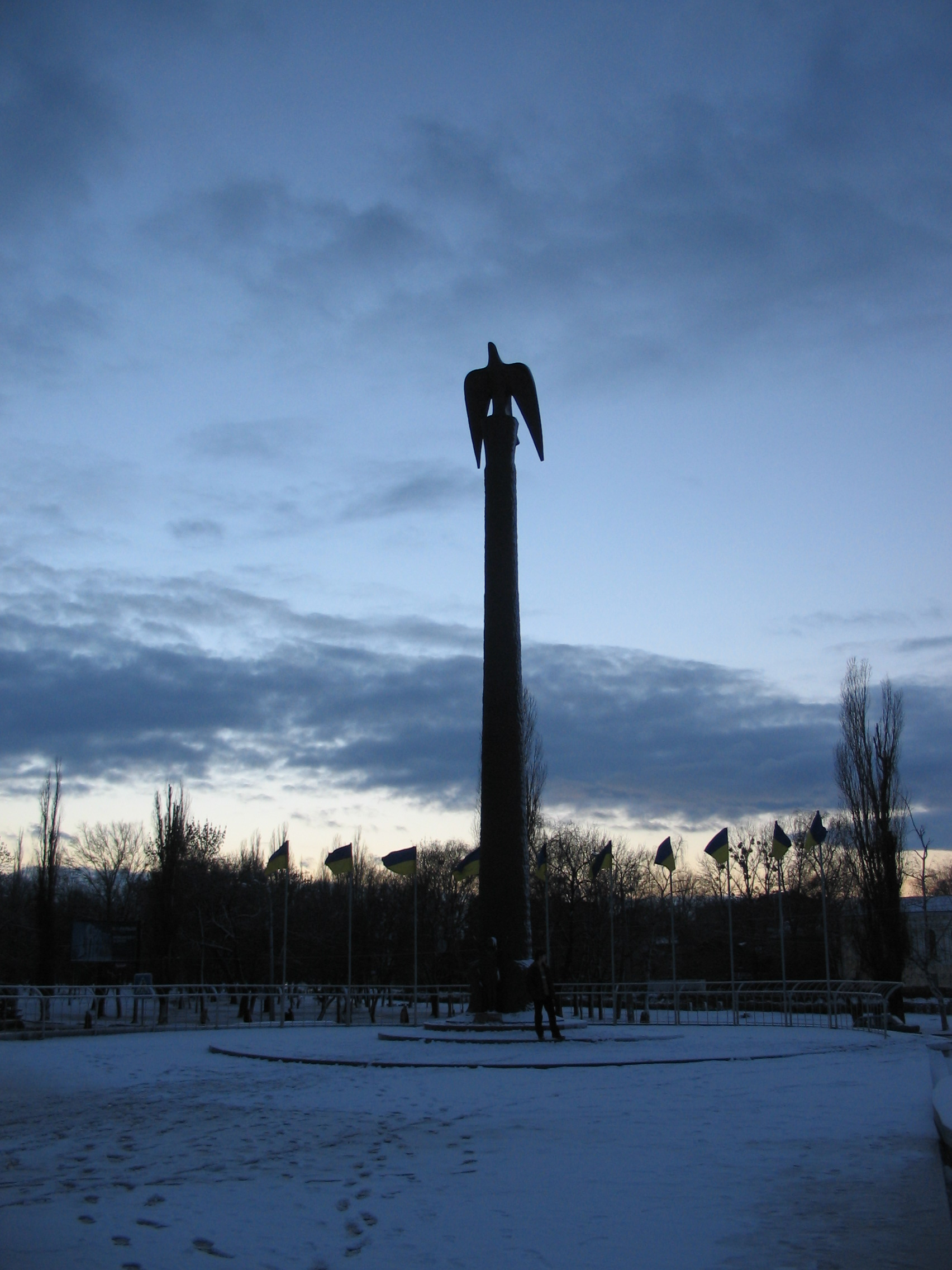
Monument classé[2].
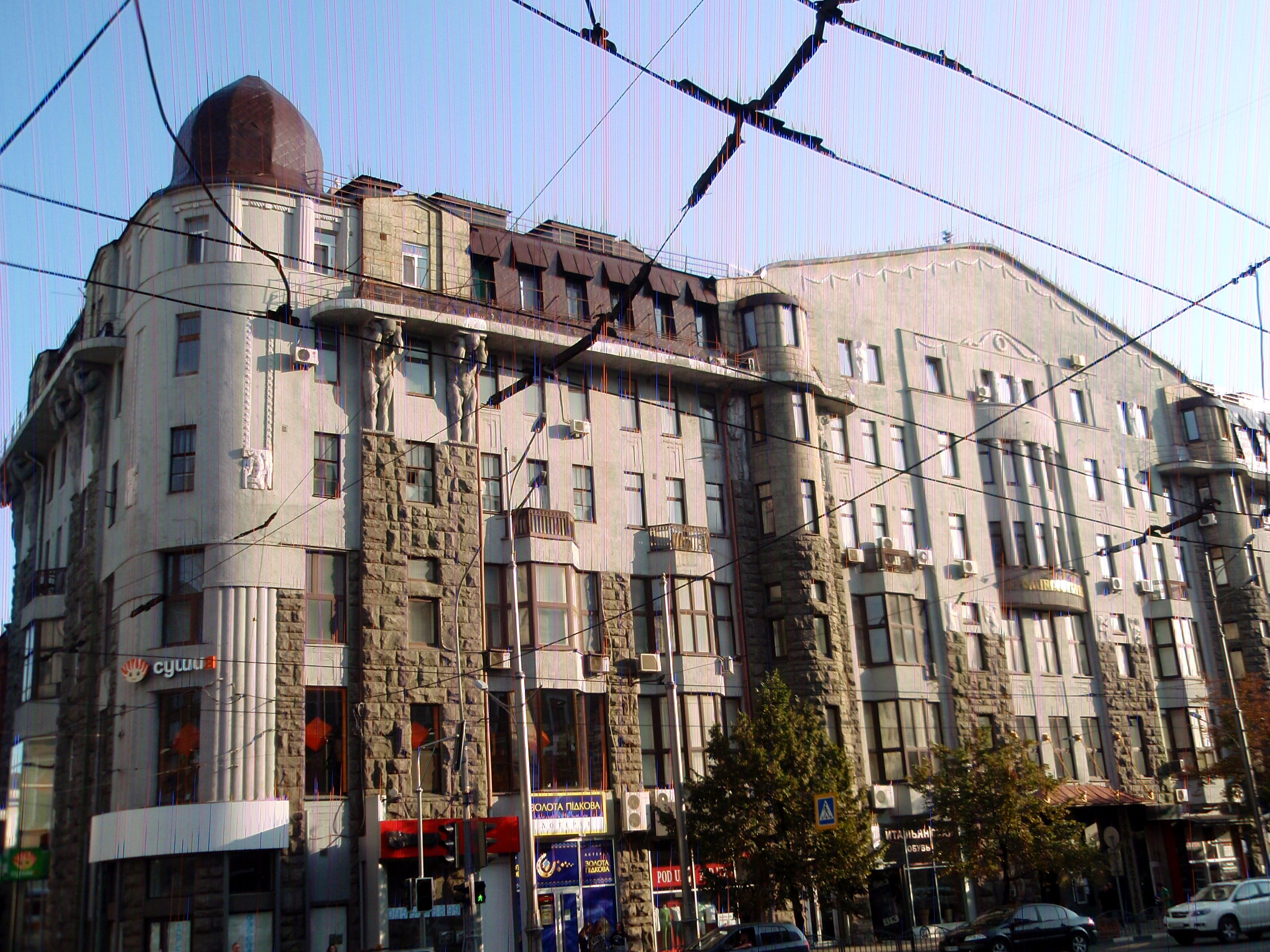
Hôtel Astoria classé[3].
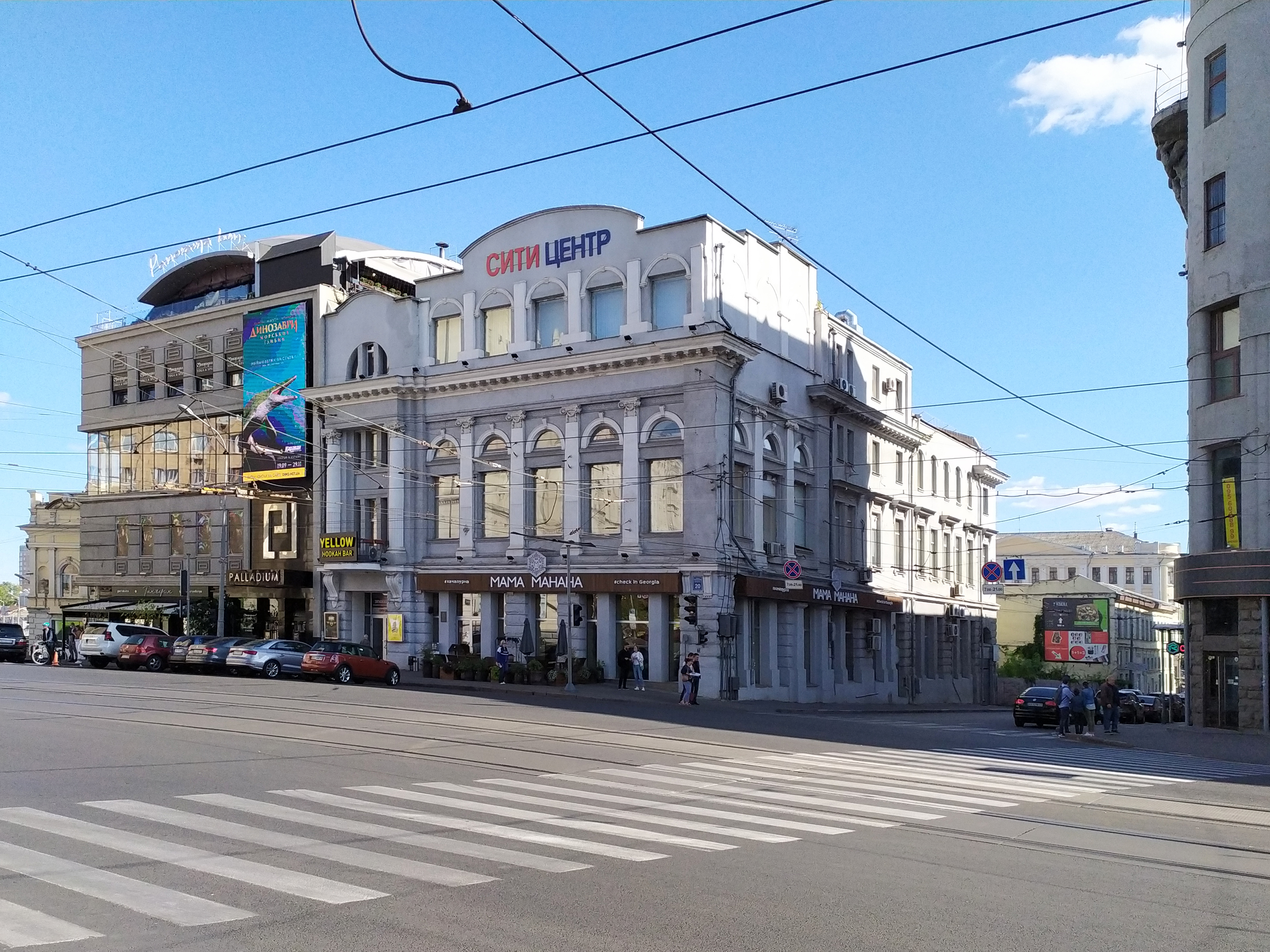
N°20, centre commercial classé[4].
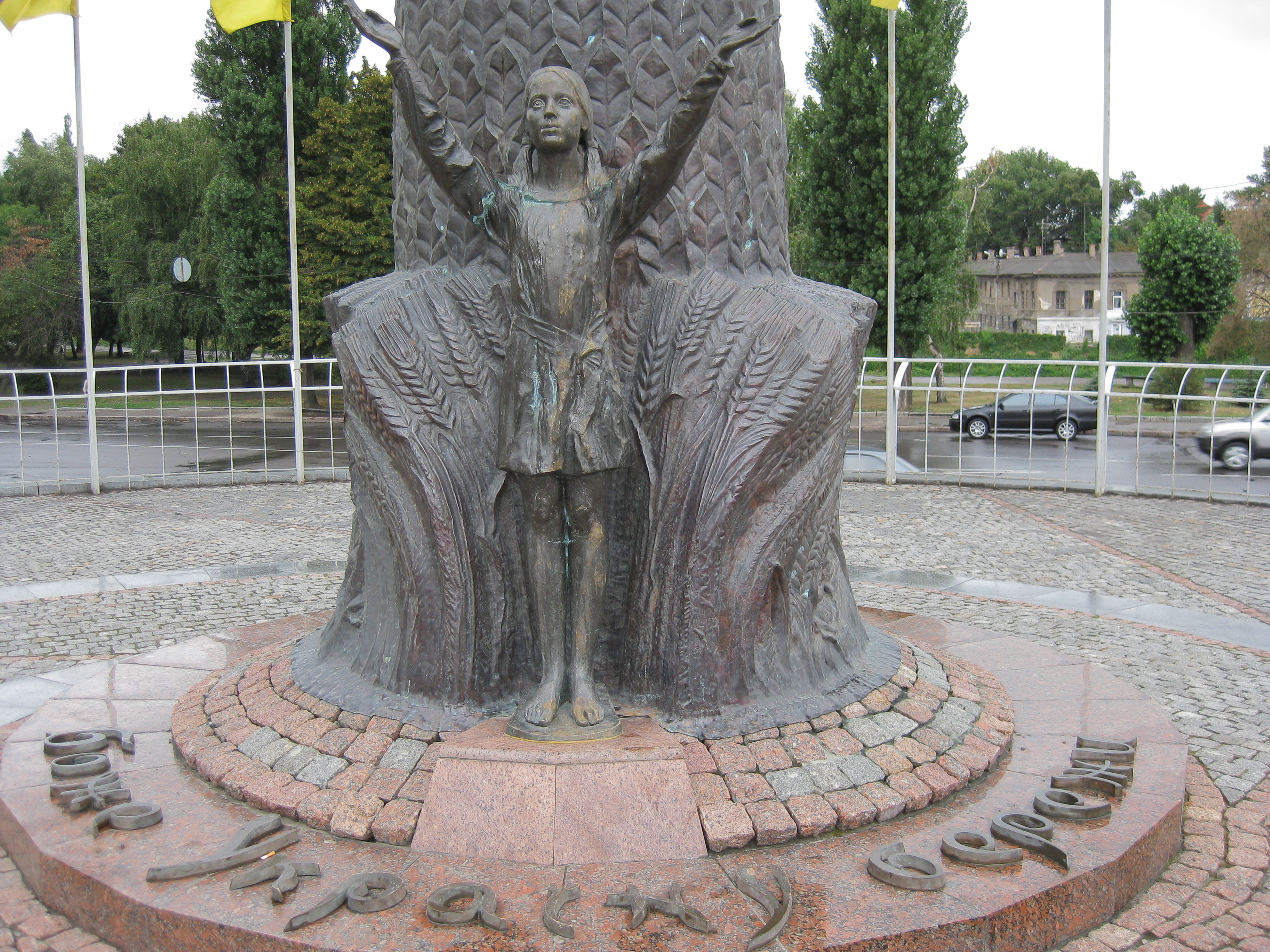
Monument à Rosa Luxembourg.